# عبد العزيز خوجة
عبد العزيز بن محيي الدين خوجة (ولد 1361هـ / 1942 م) وزير ودبلوماسي وشاعر سعودي، كان وزيرًا للثقافة والإعلام في السعودية من 14 فبراير 2009 وحتى إعفائه بناءً على طلبه في 5 نوفمبر 2014، كما كان سفيرًا للمملكة العربية السعودية في عدّة دول.

## الحياة الشخصية والتعليم
من مواليد مكة المكرمة عام 1361 هـ الموافق 1942م. ويحمل شهادة بكالوريوس في الكيمياء والجيولوجيا من جامعة الرياض (جامعة الملك سعود حاليًّا) وشهادة دكتوراه في الكيمياء من جامعة برمنغهام - إنجلترا 1970م.

## الحياة العملية
- أستاذ الكيمياء في كلية التربية بمكة المكرمة، وعيّن عميداً لها ومشرفاً عاماً على الجامعة بمكة المكرمة، كما درّس في جامعة الملك عبد العزيز.
- تولى منصب وكيل وزارة الاعلام للشؤون الاعلامية وقام بأعمال مدير عام جهاز تلفزيون الخليج.
- ترأس عدة مجالس منها المجلس التنفيذي لمنظمة إذاعات الدول الإسلامية والمجلس التنفيذي لوكالة الانباء الإسلامية، وعدد من المؤتمرات الاعلامية إضافة إلى كونه عضواً في مجالس عديدة.
- عُيّن سفيراً للمملكة في عدد من الدول: تركيا (1986 - 1992)، وروسيا الاتحادية (1992 - 1996)، المملكة المغربية (1996 - 2004)، لبنان (2004 - 2009).عبد العزيز خوجة في لقاء مع وزيرة الثقافة الهندية شاندريش كوماري كاتوش في نيودلهي عام 2014.

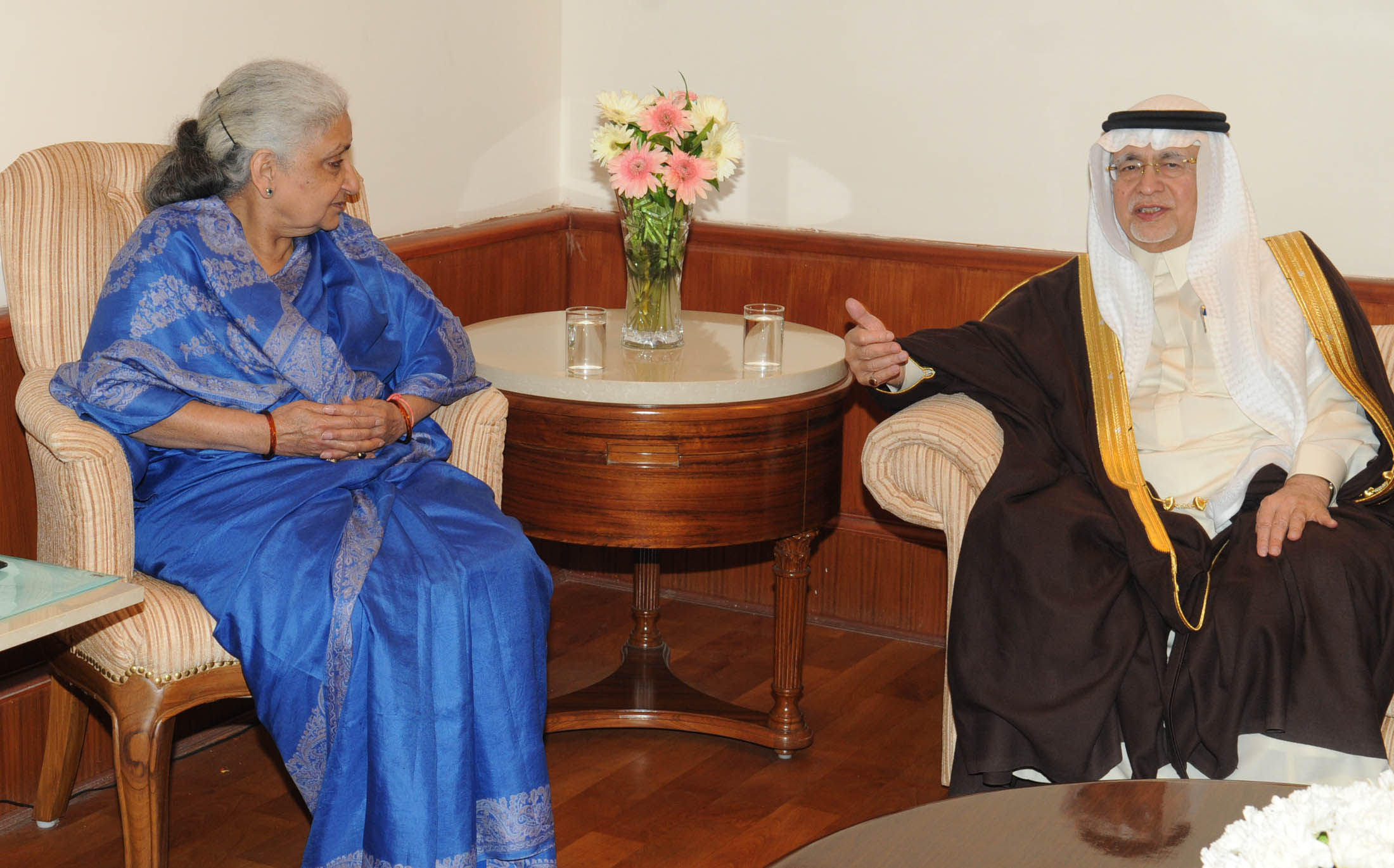
عبد العزيز خوجة في لقاء مع وزيرة الثقافة الهندية شاندريش كوماري كاتوش في نيودلهي عام 2014.

- صدر في يوم السبت 19 صفر 1430 هـ الموافق 14 فبراير 2009م مرسوم ملكي بتعيينه وزيرا للثقافة والإعلام في المملكة العربية السعودية.
- صدر في يوم الأربعاء 12 محرم 1436 هـ الموافق 5 نوفمبر 2014 قرار إعفائه من منصبه بناء على طلبه.
- عُين سفيراً للمملكة العربية السعودية في المملكة المغربية (للمرة الثانية) بمرتبة وزير اعتباراً من 11 يناير 2016،[1] واستمر في عمله حتى 19 نوفمبر 2019، وحل محله السفير عبد الله بن سعد الغريري.[2]

## مؤلفاته الشعرية
أصدر عدّة مؤلفات ودواوين منها:
- ديوان حنانيك (1398هـ - 1978م)
- ديوان عذاب البوح
- ديوان بذرة المعني
- ديوان حلم الفراشة
- ديوان الصهيل الحزين
- ديوان إلى من أهواه
- ديوان أسفار الرؤيا
- ديوان قصائد حب
- ديوان عبد العزيز خوجة
- ديوان مئة قصيدة وقصيدة للقمر
- ديوان رحلة البدء والمنتهى
- الحب يقرئكَ السلام: مختارات شعرية (2013).
- سبحان من خلق (2013).[4]

## مؤلفاته النثرية
- (التجربة: تفاعلات الثقافة والسياسة والإعلام). صدر عن دار جداول عام 2020. وتحدث فيه عن رحلته في العمل العام في داخل السعودية وخارجها.[5]

## دراسات نقدية عنه
- الخطاب الشعري العاشق والإبداع، دراسة في شعر عبد العزيز محي الدين خوجة للدكتورة حورية الخمليشي.
- القيم الروحية والإنسانية في شعر عبد العزيز محي الدين خوجة.
- من السلوكي إلى الاشراقي في قصيدة أسفار الرؤيا للشاعر عبد العزيز محي الدين خوجة.
- رحلة العشق والقلق في شعر عبد العزيز خوجة.
- تقنيات التعبير عند عبد العزيز خوجة.
- مختارات عبد العزيز خوجة.
- إسراء الخلاص.
- قراءة في ديوان عبد العزيز خوجة -أيام معه-.
- دراسات نقدية للأستاذة غريد الشيخ .
- دراسة نقدية للأستاذة إيمان البقاعي.
- دراسة نقدية للدكتور مروعي المحائلي بعنوان: ( الصورة الحسية عند عبد العزيز خوجة) بحث منشور في مجلة كلية دار العلوم، جامعة القاهرة، العدد٩٨، ديسمبر ٢٠١٦م

## الجوائز
- فاز بالجائزة التكريمية للإبداع الشعري من جائزة عبد العزيز سعود البابطين للإبداع الشعري في دورتها الثامنة عشرة عام 2022م.[6]
- جائزة المنتدى السعودي للإعلام (شخصية العام الإعلامية) عام 2024م.[7]

## وصلات خارجية
- عبد العزيز خوجة على موقع أرشيف الشارخ.

| سبقه إياد بن أمين مدني | وزير الثقافة والإعلام السعودي 1430هـ-1436هـ | تبعه بندر بن محمد بن حمزة حجار |